# Јилове у Прагу
Јилове у Прагу (чеш. Jílové u Prahy) град је у Чешкој Републици. Град се налази у управној јединици Средњочешки крај, у оквиру којег припада округу Праг-запад.

## Становништво
Према подацима о броју становника из 2014. године град је имао 4.392 становника.

## Партнерски градови
- Холцгерлинген